# پرچم نوادا
پرچم نوادا در ۲۵ ژوئیه ۱۹۹۱ پذیرفته شد.این پرچم دارای زمینه آبی رنگ می باشد.